# 1804 Chebotarev
1804 Chebotarev је астероид главног астероидног појаса са средњом удаљеношћу од Сунца која износи 2,411 астрономских јединица (АЈ).
Апсолутна магнитуда астероида је 11,7.